# South Woodford (métro de Londres)
Pour le quartier, voir South Woodford.
South Woodford est une station de la Central line, du métro de Londres, en zone 4. Elle est située à South Woodford dans le borough londonien de Redbridge.

## Histoire
La station, alors dénommée George Lane, est mise en service le 22 août 1856 par l'Eastern Counties Railway (en). Son nom est modifié, le 5 juillet 1937, en South Woodford (George Lane). Elle est intégrée dans le réseau du Métro de Londres, le 14 décembre 1947 et est renommée, avec son nom actuel South Woodford, en 1950.

## Services aux voyageurs

### Desserte

Voies et quais
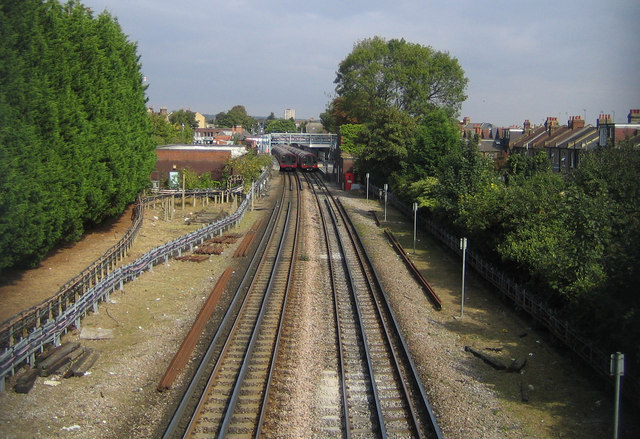
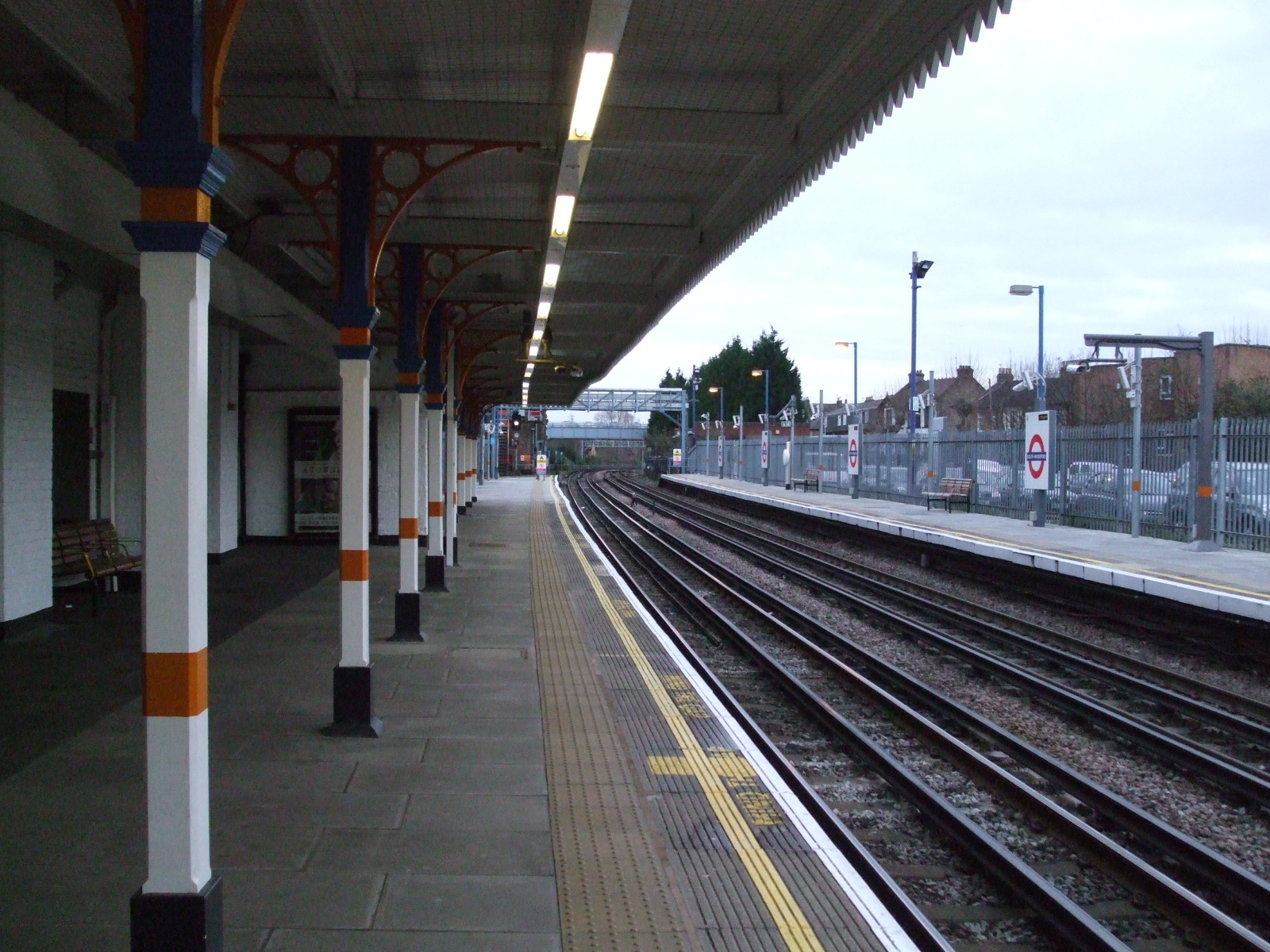
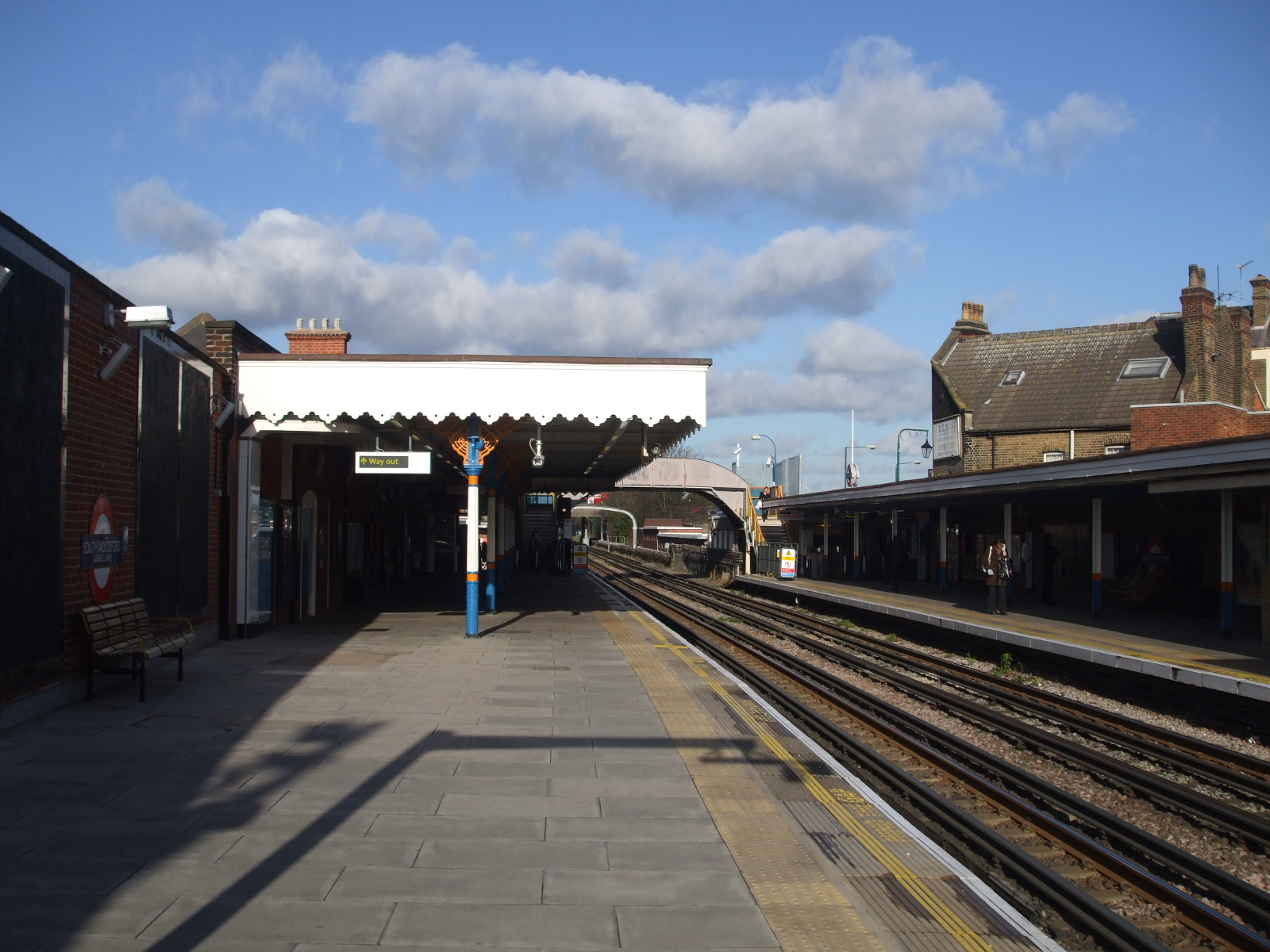

## À proximité
- South Woodford